# The Amenta
The Amenta — австралийская метал-группа, исполняющая музыку в стиле индастриал-дэт-метал.

## История группы

### Crucible of Agony (1997—2001)
Изначально группа была сформирована в Болкхэм Хиллс (пригород Сиднея) в 1997 году под названием Crucible of Agony (с англ. — «Пытка агонии»). Состав на тот момент выглядел следующим образом: Эрик (гитара), Астон (вокал), Натан (клавишные), Ли (бас-гитара), Майк (ударные). Первоначально группа играла блэк-метал в духе тогдашних Cradle of Filth, но впоследствии отошла от этого. В начале 1999 года Астона заменил Джейми Марш, игравший в группах Lord Kaos и Elysium. Кроме того, в группу вторым гитаристом пришел Сердж. Наибольшим достижением группы на тот момент стало выступление на разогреве у финской группы Impaled Nazarene в середине 1999 года. Примерно с этого же времени группа прекратила свою деятельность и в конце 2001 года прекратила своё существование в том виде, возродившись в виде The Amenta. За этот период группа все же выпустила две демозаписи (ныне известны как «Crucible of Agony» и «Promo 1999») в 1999 году под этим названием.

### Переименование (2001—2005)
Группа сменила своё название на The Amenta в конце 2001 года, практически полностью при этом сменив состав. В результате этого иногда в качестве даты создания группы указывают 2000 год и Сидней в качестве места появления группы. Свой первый EP Mictlan группа выпустила в 2002 году. Состав группы на тот момент выглядел следующим образом: Cessium 137 (Марк Беван) (основной вокал), Diazanon (ударные), Ethion (гитара), Endrin (бас-гитара) и Chlordane (клавишные). Следующим релизом группы стал альбом Occasus, который привлек внимание журнала Kerrang!, в результате выиграв звание Открытие года (Best Metal Newcomers for 2004). Музыкальный материал, представленный на альбоме, вызвал частые сравнения с такими группами как Zyklon и Cryptopsy.

### Изменения в составе. Первые гастроли (2006—2007)
В мае 2006 года группа сменила вокалиста, после чего дала несколько успешных концертов, наиболее крупными из которых оказались австралийский тур Festival of the Dead совместно с группами Akercocke и The Berzerker. В 2007 году музыканты выступили на разогреве известной blackened death metal-группы Behemoth во время их австралийского турне, и выпустили Virus DVD в качестве дополнения к ограниченному переизданию Occasus/Mictlan.

### n0n (2008 —)
Новый альбом, озаглавленный n0n, вышел в октябре 2008 года. На альбоме в качестве гостей отметились Джейсон Мендонка из группы Akercocke, Nergal из группы Behemoth, Элис Доке из группы Sir Alice, а также Алекс Поуп из группы Ruins. В популярном журнале Terrorizer альбом описывался как «индастриал метал для тех, кто действительно любит как индастриал, так и метал».
В январе 2009 года The Amenta едет в европейское турне вместе с группой Deicide. После возвращения в Австралию начался австралийский тур вместе с группой The Berzerker, который начался в конце января 2009 и закончился в конце марта в Новой Зеландии.
The Amenta должна была выступить на концерте Rockout Festival 2009 наряду с такими группами как Twisted Sister, Girlschool и Rose Tattoo, однако выступление было отменено.
The Amenta объявила о своем первом североамериканском турне в ноябре-декабре 2009 года совместно с такими группами как Vader, Decrepit Birth, Warbringer, Augury и Success Will Write Apocalypse Across The Sky.
The Amenta также выступала на разогреве у групп Behemoth и Job for a Cowboy в их австралийском турне в 2010 году.

## Состав группы
- Каин Крессалл — вокал (2009 —)
- Тимоти Поуп — семплирование/программинг
- Эрик Михс — гитара
- Дэн Куинлан — бас-гитара (2009 —)
- Робин Стоун — ударные
- Тим Олдридж — гитара (2011 —)

### Бывшие участники
- Cessium 137 (Марк Беван) — вокал (2002—2006)
- Джаррод Крафчик — вокал (2006—2009)
- Натан Дженкинс — бас-гитара
- Дейл Харрисон — бас-гитара (2002—2009)
- Diazanon (Дейв Хейли) — ударные

### Сессионные музыканты
- Джо Хейли — гитара (2005)

## Дискография
- Mictlan (EP, 2002)
- Occasus (2004)
- n0n (2008)
- V01D (EP, 2011)
- Chokehold (EP, 2012)
- Teeth (EP, 2013)
- Flesh Is Heir (2013)
- Revelator (2021)
- Solipschism (EP, 2021)